# Kostel svatého Petra a Pavla (Přišimasy)
Kostel svatého Petra a Pavla v Přišimasech na Kolínsku stojí na místě původního románského kostela. Je chráněn jako kulturní památka.

## Historie
Románský kostel stával v místní části Přišimas jménem Horka již v polovině 13. století. Na severní zdi lodi se dodnes dochoval fragment románského okna. Ve 14. století byl kostel rozšířen a přestavěn v gotickém slohu. Po roce 1575 do jeho vývoje zasáhla renesance – při přestavbě v tomto slohu byla loď výrazně prodloužena a obohacena o renesanční detaily. Přestavbu financoval Václav Smiřický ze Smiřic († 1595).

## Bohoslužby
Bohoslužby se v kostele konají každou 1. neděli v měsíci v 11.30.